# Bachillerato superior en España
El Bachillerato superior fue establecido por la Ley de Ordenación de la Enseñanza Media de 1953, según la cual el Bachillerato en España, encuadrado en el sistema educativo franquista, quedó dividido en dos etapas:
- Una elemental de cuatro cursos, que el alumno no podía empezar antes de los 10 años y
- Otra superior de dos cursos, para el cual el alumno debía tener 14 años. Además esta ley añade el curso preuniversitario para los estudiantes que querían acceder a la Universidad.

Debemos notar que la Ley de 1953 «no articula un plan de estudios, sino que admite ya de entrada la pluralidad de planes».
Una vez aprobada la reválida del Bachillerato elemental, que otorgaba el título de Bachiller elemental, el estudiante lograba el acceso a la segunda etapa de la enseñanza media, que era una de las antesalas necesarias para la entrada en la Universidad.

## Estructura
Es la Ley 16/1967 la que establece en su artículo segundo que:
«Los alumnos que estén en posesión del título de Bachiller elemental podrán acceder tanto al Bachillerato superior general en cualquiera de sus opciones como al Bachillerato superior técnico, en el que completarán su formación con una iniciación técnica en el orden administrativo, industrial, agrícola, marítimo o en otras modalidades análogas que se establezcan por Decreto, de acuerdo con la vigente Ley de Ordenación de la Enseñanza Media.
Estos estudios constituyen el segundo ciclo de la Enseñanza Media y al final de los mismos se podrá obtener el título de Bachiller superior en las respectivas opciones o modalidades, que tendrá idéntico rango y validez académica.»
El Bachillerato superior constaba de dos cursos, quinto y sexto (arts. 74 y sigs.de la Ley de 1953) y de dos ramas: Ciencias y de Letras  (arts. 80, 82 y 83), el primero con peso en matemáticas, física y química y el segundo en latín y griego.
Con el Decreto de 1967 el bachillerato superior se divide en tres modalidades: letras, ciencias y técnico.
Un alumno podía pasar de quinto curso para sexto con hasta tres asignaturas suspensas, sin embargo, debía aprobar todas las materias para poder realizar el examen de reválida y obtener así el título de Bachiller Superior que expedía el Ministerio de Educación.
El  alumno que no lograba superar el curso en junio recibía tareas para realizar durante el verano y en septiembre debía presentar las tareas encomendadas realizadas  y presentarse al examen de la convocatoria extraordinaria.
Tras finalizar Sexto curso, tocaba presentarse a la reválida. El alumno tenía a su disposición la convocatoria de junio y, en caso necesario, la de septiembre.
Antes de entrar en la Universidad, aún quedaba un curso por realizar. Este curso conocido como Preu (Curso Preuniversitario que pretendía ser preparatorio para la Universidad), también con las dos ramas, una vez finalizado, era menester acudir a realizar el examen de ingreso en la  Universidad, que recibía el nombre de prueba de madurez. Por tanto, en este momento un alumno que quería entrar en la Universidad pasaba necesariamente un triple filtro: la reválida de cuarto, la de sexto y la prueba de madurez.
Para Viñao (2011, p. ) el Bachiller superior y la prueba de madurez eran dos filtros importantes para impedir el acceso a la Universidad, así este autor señala:
"Se dio diferente naturaleza y valor a los títulos de Bachiller superior y elemental. Si el primero sólo facultaba, como el título de Bachiller tradicional, para acceder al curso preuniversitario y después, previa la superación de la prueba de madurez, a la Universidad, el segundo servía no sólo para poder cursar el bachillerato superior, sino también para acceder a otros estudios así como a determinados puestos de la administración pública o de empresas privadas. De este modo, separando el ciclo elemental del superior, y dando un valor profesional al primero, se pensaba que podía ser preservado este último –y la Universidad con él– de esa «plétora estudiantil»".
Fue la ley 24/1963, de 2 de marzo, sobre modificación de la Ley de Ordenación de la Enseñanza Media en cuanto a las pruebas de grado y de madurez, la que en su artículo primero estableció que  el título de Bachiller superior pudiera ser obtenido por dos vías, a elección del alumno, estas eran:
a) Sometiéndose al examen de grado superior al final del sexto curso.
b) Sometiéndose a las pruebas de madurez al terminar el curso preuniversitario, sin necesidad de haber pasado por el examen de grado superior.
Otro cambio aconteció tras la entrada en vigor del artículo 29 de la Ley General de Educación y Financiamiento de la Reforma Educativa de 1970 señala «El título de Bachiller se otorgará por el Ministerio de Educación y Ciencia al término de este nivel educativo, habilitará para el acceso a la Formación Profesional de segundo grado y permitirá seguir el curso de orientación universitaria.»
Por tanto, el Preu fue sustituido por el curso de orientación universitaria (conocido como COU) y que estuvo en vigor hasta el año académico 2000-2001 en el que se implantó, el 2.º curso del Bachillerato que sustituyó al curso de orientación universitaria, que era como un curso más del Bachillerato. En caso de no haber aprobado la reválida de sexto curso, al aprobar COU se obtenía automáticamente el título de Bachiller Superior.
Una vez finalizado COU, el estudiante que deseaba proseguir sus estudios en la Universidad debía realizar una prueba que pasó a denominarse "la selectividad", prueba que era necesario superar para acceder a la Universidad (art. 36 de la Ley 14/1970)
Además en la Ley 14/1970, en su artículo 36, punto tres se abren las puertas de la Universidad para los que no hayan obtenido el título de Bachiller superior, y lo indica de este modo:
«Tendrán también acceso a la educación universitaria en cualquiera de sus formas los mayores de veinticinco años que no habiendo cursado los estudios de Bachillerato superen las pruebas que reglamentariamente se establezcan a estos efectos a propuesta de las Universidades».
La disposición adicional cuarta de la Ley 14/1970 señalaba textualmente:
«Se autoriza al Ministerio de Educación y Ciencia para sustituir en, el más breve plazo posible las pruebas del grado del Bachillerato elemental, y a medida que se vaya implantando el Bachillerato unificado y polivalente y el Curso de Orientación Universitaria,  las pruebas de grado del Bachillerato superior y la prueba de madurez, para la obtención de los  títulos de Bachiller elemental o superior respectivamente», de esta manera, se ponía fin a los estudios de Bachiller Superior.
El año académico de 1976-1977 fue el último curso en el que se impartió el Bachiller Superior, al menos en Galicia. El COU recién implantado continúo con los estudiantes que accedían desde el BUP.